# エピゴーネン
エピゴーネン（ドイツ語: Epigonen）は、文学や芸術の分野などで、優れているとされる先人のスタイル等をそのまま流用・模倣して、オリジナル性に欠けた作品を制作する者を指す。「亜流」、「模倣者」、「追随者」などとも。

## 言葉の由来
「エピゴーネン」という言葉はドイツ語から日本語に入った概念であるが、大元をたどれば古典ギリシア語の「エピゴノイ（epigonoi, επιγονοι）」からの派生である。エピゴノイは「エピゴノス」の複数形で、エピゴノス（epigonos）は、「後に生まれた者」を意味する。
ギリシア神話においては、アドラストスを指揮者とするテーバイ攻めの七将が敗死した後、10年後に、七将の子供たちが復讐を誓い、再びテーバイを攻めた故事において、この七将の子供たちを、「エピゴノイ」と呼んだ。これにちなんで「先人の行為の模倣者」というような意味のエピゴーネンが生まれた。
19世紀にカール・インマーマンの小説『エピゴーネン』（1836年）から広まった言葉とされる。日本語での用例は芥川龍之介『文芸的な、余りに文芸的な』（1927年）などにみられる。

## エピゴーネンの例
エピゴーネンの例は非常に多数存在している。オリジナルの芸術等に高い価値があり、エピゴーネンは芸術性において劣っていると見なされるのが通常である（模倣した者の方が同等かそれ以上に優れていた場合は、エピゴーネンとは呼ばず、「影響を受けた者」「発展形」ということになる）。
歴史的に顕著なものとしては、古典ギリシアにおける様々な芸術と、その文化継承者であるローマの関係が、大なり小なり創造者とエピゴーネンの関係になる。特にギリシアの彫像技術は、高度な芸術品で、ペイディアスの作品などは古代において広く名声を博していた。
古代ローマは軍事や土木建築の技術には卓越していたが、芸術的感性では凡庸なところがあり、ローマ時代に、古代ギリシアの彫刻像を模倣して造られた多数の彫像は、芸術的にオリジナルと比較しようもない水準のものであった。ローマの彫刻家たちは、こういう意味で、ギリシアの彫刻家のエピゴーネンということになる。

## 芸術分野以外でのエピゴーネン
エピゴーネンは文学や芸術だけではなく、例えば、政治体制や政治思想、または一般的な哲学・思想、工業技術などにおいても存在する。